# Diplogasteria
Los diplogasterios (Diplogasteria) son una subclase de nematodos  de la clase Secernentea.

## Taxonomía
Los diplogasterios incluyen dos órdenes.

- Diplogasterida
- Tylenchida